# Pyrodesign
Il Pyrodesign è uno dei pilastri più importanti della pirotecnica. 
È un mestiere svolto da un professionista, a volte specialista, detto appunto pyrodesigner oppure direttamente dal pirotecnico, che si occupa di ideare spettacoli di fuochi d'artificio perfettamente sincronizzati con musica, acqua o luce.

## Dipingere con il fuoco, l'arte del Pyrodesign
Gli spettacoli ideati vengono successivamente programmati con software appositi, chiamati Show Creator, contenenti oltre al simulatore degli effetti, un programma in grado di convertire le scelte del pyrodesigner in dati da inserire in centraline di sparo.
Una volta programmato, lo spettacolo viene montato dal pirotecnico, che piazzando gli artifici, li collega a delle centraline apposite per permettere l'accensione elettronica, anche a distanza.

## Storia
Il mestiere di pyrodesigner non è affatto nato insieme alla pirotecnica, anzi, si è sviluppato nel Regno Unito e negli Stati Uniti negli ultimi anni, per arrivare anche in Italia.
I pyrodesigner sono molto diffusi in ogni ditta pirotecnica.